# HK33

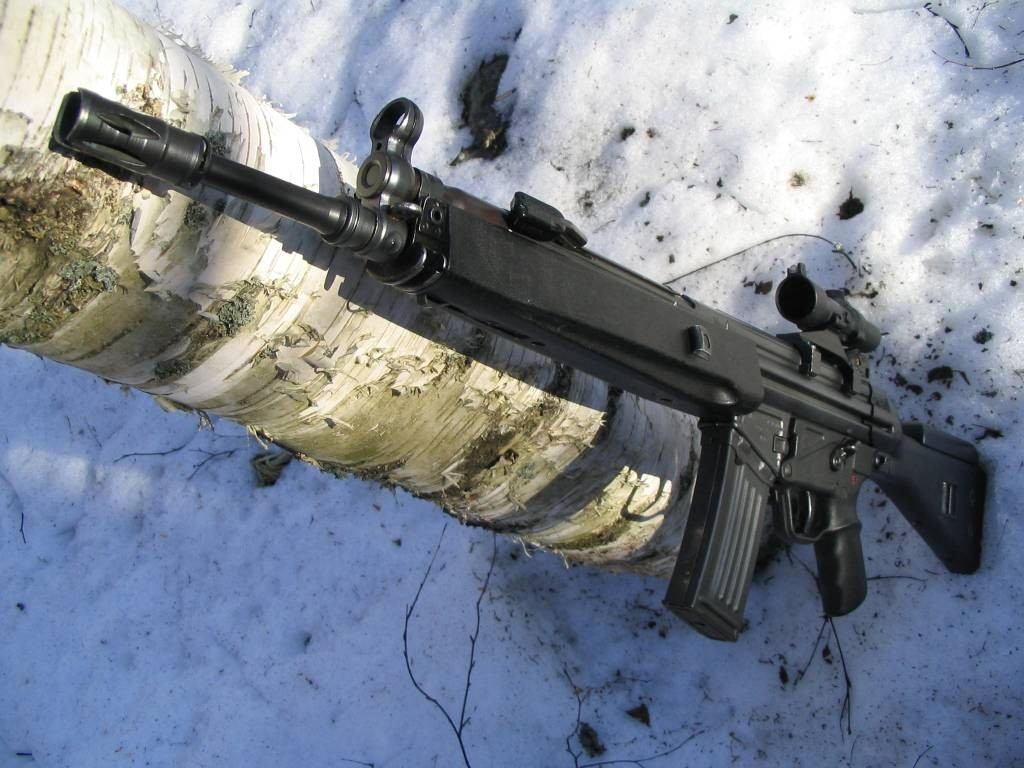
HK33SG1 (version sniper) équipé d'une lunette.

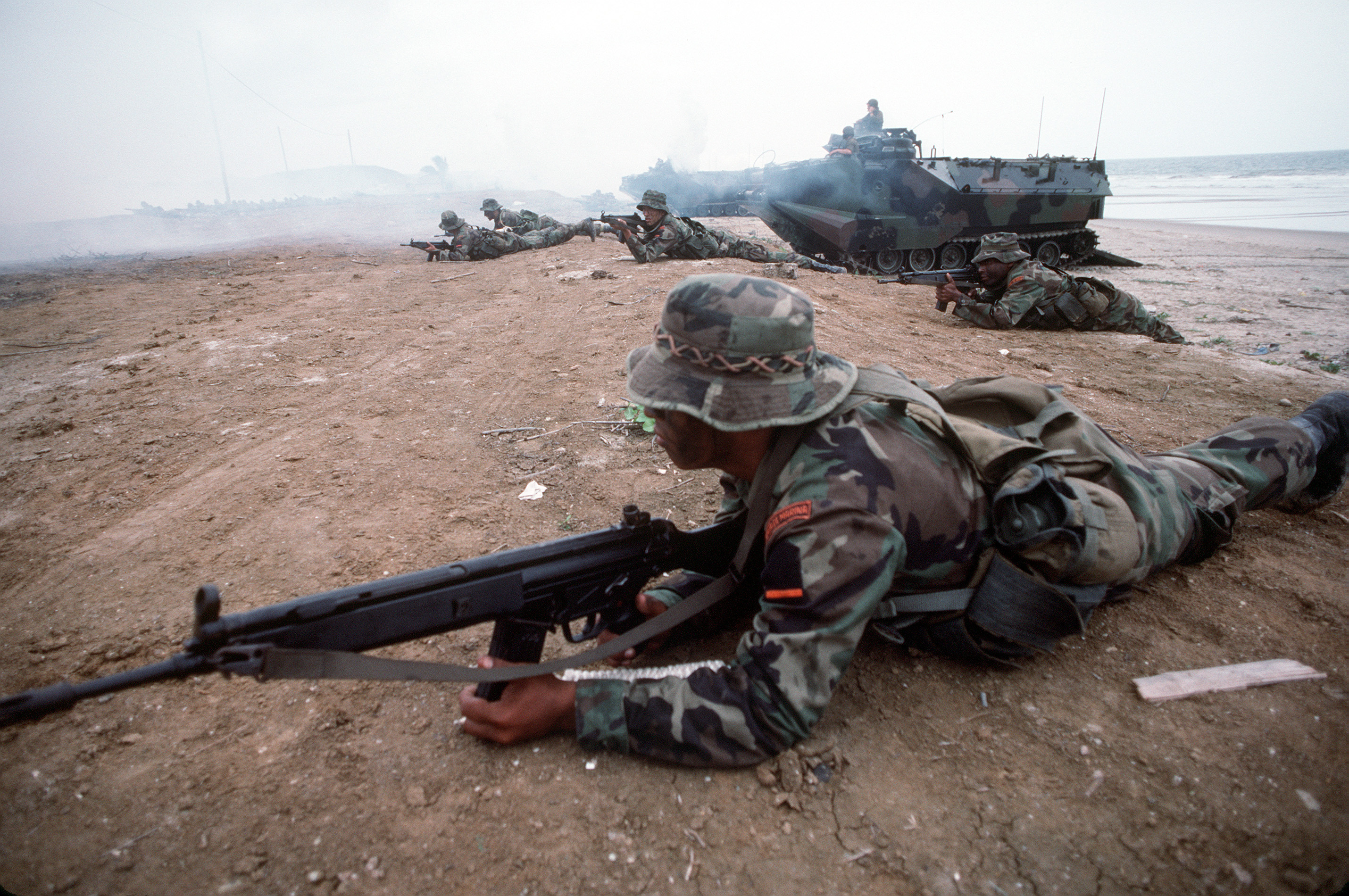
Soldat équatorien armé d'un HK33.

Le HK33 est un fusil d'assaut apparu au milieu des années 1960 et fabriqué par la firme allemande Heckler & Koch. Il fut le premier concurrent du M16/AR-15 sur le marché international.
Principalement destiné à l'export, il s'agit de la version en calibre 5,56 × 45 mm Otan M193 et 5,56 mm OTAN du fusil d'assaut HK G3.

## Description technique
HK G3 en réduction, le HK33 possède un mécanisme de recul retardé et verrouillage par galets. Le canon possède six rayures droitières au pas de 1/12", 305 mm à l'origine et le pas standard NATO (1/7") fut installé plus tard.
La crosse est fixe ou rétractable. Le guidon est à lame et protégé par un tunnel. La hausse est à tambour et réglable de 100 à 400 m.
Les magasins sont disponibles en 20, 25, 30 ou 40 coups et ce, en acier ou en aluminium.
Son tir s'effectue en semi-automatique ou automatique. Le sélecteur de tir permet le tir en rafale continue ou contrôlée, selon les versions.

## Variantes
Moins diffusé que le HK G3, le HK33 n'en connaît pas moins quelques variantes

### Variantes militaires
- HK33A2 : version standard à crosse fixe et sélecteur sécurité/1 coup/rafales libres.
- HK33A3 : version standard à crosses rétractables, même sélecteur.
- HK33K : version à canon raccourci des précédents (HK33KA2 et HK33KA3).
- HK33 SG1 : version modifiée destinée aux tireurs d'élite.
- HK13/13E : fusil-mitrailleur léger alimenté par chargeur.
- HK23/23E : mitrailleuse légère alimentée par bande.
- POF PK8 : version pakistanaise du HK 33A2 fabriquée par les Pakistan Ordnance Factories (POF).

### Variantes civiles et Police

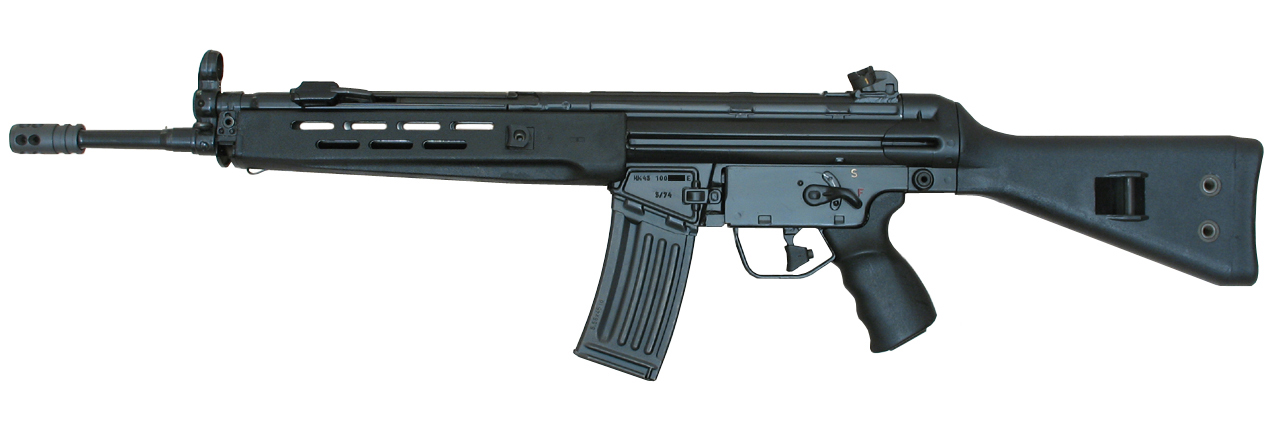
Le HK43, version civile du HK33A2.

Heckler & Koch a proposé son modèle HK33 sous la forme d'une carabine semi-automatique (ne pouvant tirer par rafales) sous la forme du HK43, légèrement modifié ensuite pour devenir le HK93. Ce HK 93 était proposé en version à crosse fixe ou rétractable et fut principalement vendu aux États-Unis.
Une copie de qualité du HK93 est produite aux États-Unis par Vector Arms sous la forme du Vector V93 (avec des pièces détachées turques)[réf. nécessaire].

## Données techniques
HK33E

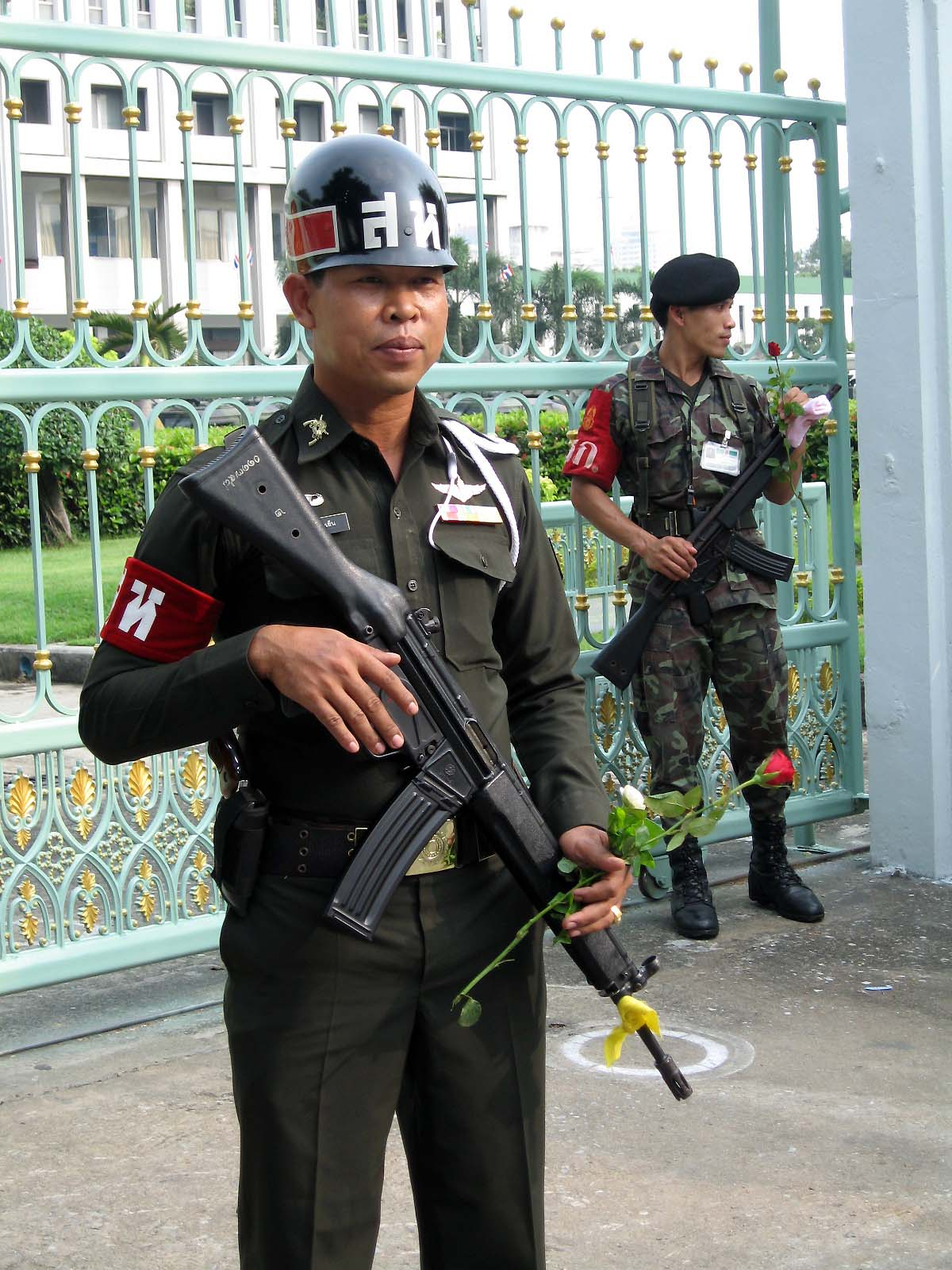
Un policer militaire Thaïlandais armé d'un HK33.

- Munition : 5.56x45 type M193 & 5,56 OTAN
- Canon : 390 mm
- Longueur (crosse rétractée/crosse déployée) : 740/920 mm
- Masse : 3,9 kg
- Cadence de tir théorique : 750 c/mm
- Balistique :
  - vitesse initiale : 900 m/s
  - énergie à la bouche : 1570 joules

HK33KE
- Munition : 5,56 OTAN
- Canon : 340 mm
- Longueur (crosse rétractée/crosse déployée) : 670/865 mm
- Masse : 3,5 kg
- Cadence de tir théorique : 700 c/mm
- Balistique :
  - vitesse initiale : 850 m/s
  - énergie à la bouche : 1410 joules

## Production
Le HK33 a été exporté d'abord en Malaisie et en Thaïlande. La manufacture d'armes de Saint-Étienne (France) et l'Arsenal royal d'Enfield (Grande-Bretagne), en vue de l'exportation vers les pays du Commonwealth ou ceux de la Francophonie ou pour armer leurs groupes anti-terroristes, en obtiendront la licence de commercialisation (armes entières ou montées localement et rebadgées).
De même, la firme turque MKEK d'Ankara en a fabriqué 100 000 pour remplacer les vieux HK G3 des Forces armées turques. En dérivent ensuite les MKE T50 et MKE T12 dotés d'améliorations, comme une crosse type Colt M4. 
Aux États-Unis, la firme H&R Firearms fabriqua un HK33 sous licence appelé T223. Des exemplaires du T223 furent acquis par les SEAL et utilisés pendant la guerre du Viêt Nam pour évaluation.

## Utilisateurs
Le HK33 a été présent dans l'armement des policiers et militaires des pays suivants :
- Bosnie-Herzégovine
- Brésil
- Chili
- Chypre
- Équateur
- Espagne : Guardia Civil
- États-Unis : SWAT
- France : GIGN / RAID
- Grèce
- Irlande : Garda Síochána / Army Ranger Wing
- Liban : Forces de Sécurité Intérieure (1978)[2]
- Malaisie
- Birmanie
- Pérou
- Salvador
- Suisse : Police d'interventions du Valais.
- Thaïlande
- Timor oriental
- Turquie